# Тагуатинга (Федерален окръг)
Тагуатинга (на португалски: Taguatinga) е административен регион на Федералния окръг в Бразилия. Населението му е около 221 909 души (2020).

## История
Към 1749 г., близо до Коррего Кортадо, се появи малко селище, образувано от пионери и дровъри, които се опитваха да установят разпределения в капитанството на Гояс, това беше първото кацане на белия човек в земята на бъдещия град Тагуатя от местния макро-ге лингвистичен клон, като acroás, xacriabás, xavantes, kayapos, javaés и др. Въпреки това, някои от тези авантюристи се заселиха развълнувани от възможността за злато и диаманти, близо до Cut. На бреговете на същия поток е инсталирана фермата Taguatinga, собственост на Габриел да Крус Миранда. През 1781 г. фермата Taguatinga е продадена на Антонио Куто де Абреу, син на Бандейранте и Урбан Куто е Менезес.
Консолидацията на града се състояла много по-късно, почти два века след този период, главно генерирана от голямо население, привлечено от строителството на Бразилия.
С прехвърлянето на столицата на Бразилия в страната много работници се преместиха от всички региони, за да построят новата столица, но решиха да направят и дома си там. Но как бяха бедни, нахлуха в земята и построиха колиби, разкривайки на една държава, която установява бързото си развитие в реалността на бедността, в която живеят населението си.
За да се овладеят постоянните нашествия върху сушата близо до столицата, град Тагуатинга е създаден на 5 юни 1958 г. върху земя, която преди това е принадлежала на фермата Тагуатинга. Първоначално градът се наричаше „Вила Сара Кубичек“, но след това името му беше променено на „Санта Круз де Тагуатинга“, оставяйки само „Тагуатинга“. Често се нарича от местните жители просто от "Taguá".
Няколко месеца след като първите жители са се преместили в Тагуатинга, вече са работили в местни училища; болници; магазини и др. Това е началото на селището, а след това първият град-сателит на Бразилия.
Taguatinga се е развила особено във връзка с търговията и работните места, които нейното население е получило. Той се превърна във важен търговски център във Федералния окръг и привличащ полюс за населението на близките градове, приютяващ големи търговски центрове. Днес Taguatinga е един от най-богатите региони на Федералния окръг, днес се счита за икономическа столица на Федералния окръг.
Някои градове, които по-рано са били част от административния район Тагуатинга, са: Ceilândia, Samambaia, Águas Claras и Vicente Pires.
Покровителка е Дева Мария на Непрестанната Помощ, което литургично тържество се случва на 27 юни.